# Gratton (Virginia)
Gratton es un lugar designado por el censo situado en el condado de Tazewell, Virginia  (Estados Unidos). Según el censo de 2010 tenía una población de 937 habitantes.

## Demografía
Según el censo de 2010, Gratton tenía una población en la que el 97,4% eran blancos; el 1,2% afroamericanos; el 0,0% eran indios americanos y nativos de Alaska; el 0,4% eran asiáticos; el 0,2% hawaianos y otros isleños del Pacífico; el 0,1% de otra raza, y el 0,6% a partir de dos o más razas. El 0,2% del total de la población eran hispanos o latinos de cualquier raza.